# Mystic Falls
(Motto di Mystic Falls.)
Mystic Falls è una città immaginaria della serie televisiva The Vampire Diaries. Sostituisce la cittadina di Fell's Church, nella quale sono ambientate le vicende dei romanzi della saga Il diario del vampiro. È anche l'ambientazione del romanzo La genesi. La città appare anche in The Originals e Legacies, serie televisive spin-off di The Vampire Diaries.

## Caratteristiche generali
Mystic Falls è la città dove sono nati e abitano i personaggi principali della serie.
È la principale ambientazione della storia ed il luogo dove sono stati creati i vampiri Originali e gli ibridi. Nella città è anche ambientato il romanzo Il diario del vampiro - La genesi, primo volume degli Stefan's Diaries, spin-off della serie Il diario del vampiro e prequel della serie TV.
Nel copione del primo episodio è descritta come "una piccola cittadina della Virginia. Caratteristica, pittoresca. Un luogo dove ti piacerebbe crescere una famiglia. Meridionale nell'ospitalità, settentrionale nell'atteggiamento".

## Geografia
Mystic Falls si trova nello stato della Virginia, nella contea fittizia di Mystic Falls. È delimitata a nord da Charlottesville e dall'Interstate 64, a sud da Lynchburg e dalla U.S. Route 60, a est da Richmond e dalla U.S. Route 15, e a ovest dalla U.S. Route 29; si trova inoltre vicino al corso del James River. Nel raggio di 30 km dalla città, si trova Grove Hill.

## Storia

### Origini
Durante il Medioevo, Mystic Falls non esisteva come città: al suo posto si trovava un piccolo villaggio di licantropi nativi. Il centro abitato era un insieme di capanne in legno, riunite attorno ad una quercia bianca. Nel villaggio vivevano anche alcune streghe, tra cui Ayana ed Esther. Gli abitanti, con l'arrivo di Mikael, impararono ad usare le nuove tecnologie portate dall'Europa e così a migliorare la loro civiltà. Nelle grotte sotto Mystic Falls, è possibile ritrovare tracce sulla nascita di vampiri e ibridi.

### 1860-65: Fondazione e lotta ai vampiri
Sul territorio di Mystic Falls si stabilirono degli emigranti da Salem già nel 1690 e la popolazione fu colpita dal colera nel 1820, ma la città venne fondata ufficialmente nel 1860 dalle Famiglie Fondatrici: i Fell, i Forbes, i Gilbert, i Lockwood, i Maxwell e i Salvatore.
Dopo lo scoppio della guerra di secessione americana, i boschi nei pressi del centro abitato furono luogo di scontri tra sudisti e nordisti e, di conseguenza, vennero allestiti dei campi di soccorso per le vittime, che continuarono ad aumentare. Un drastico incremento si verificò a partire dall'anno 1864, periodo coincidente all'arrivo della vampira Katherine Pierce, la quale trasformò alcuni abitanti rendendoli dei predatori incontrollabili. Le Famiglie Fondatrici scoprirono questo segreto e fondarono il Consiglio dei Fondatori, che si riuniva a casa Fell, per trovare un modo per scoprire ed uccidere i demoni. Su consiglio della famiglia Lockwood, si decise di eliminare i vampiri che flagellavano la città. I Lockwood, in realtà, utilizzarono i vampiri come capro espiatorio per proteggere la loro natura di licantropi, incolpandoli degli omicidi da loro perpetrati sugli abitanti di Mystic Falls.
Johnathan Gilbert, con l'aiuto della strega Emily Bennett, costruì un congegno di localizzazione per vampiri e, la notte del 25 settembre 1864, assieme ad una pattuglia di volontari, catturò ventisette vampiri e li rinchiuse dentro Fell's Church, dopodiché alla chiesa venne appiccato il fuoco. Tra i demoni imprigionati c'era anche Katherine.
Gli unici vampiri che non vennero catturati furono Annabelle (figlia di Pearl, una vampira amica di Katherine. Anna venne messa in salvo da Emily) e i fratelli Stefan e Damon Salvatore, che quella notte erano ancora in fase di transizione da una specie all'altra. La trasformazione fu completata il 26 settembre 1864, giorno in cui Stefan uccise erroneamente il padre e ne bevve il sangue, diventando un vampiro. Damon, invece, fu convinto da Stefan a bere il sangue di una ragazza.
Tutto questo avvenne durante la battaglia di Willow Creek. La difesa della città fu lasciata a un piccolo esercito formato da meno di 3.000 uomini, contro un nemico le cui file comprendevano dai 12.000 ai 25.000 soldati. Si riuscì comunque ad impedire al nemico di attraversare il torrente Willow Creek fino al calar della notte, quando i combattimenti si placarono e l'esercito nemico si accampò. Le truppe rimanenti lasciarono il campo e si trasferirono tre miglia più a sud lungo la riva del fiume. Erano determinati a prendere posizione nei pressi del Braunwarth Mill, appena sotto le cascate in cui il Willow Creek incontra il fiume, perché il suo fianco destro poteva essere protetto meglio dalle alte scogliere. La battaglia durò fino a notte fonda. In mattinata, i sopravvissuti si ritirarono nella fortezza di Mystic Falls. Le vittime tra i soldati furono 346, mentre i civili che persero la vita furono 27: i vampiri rinchiusi dentro Fell's Church, che fu rasa al suolo dalle fiamme. La colpa dell'incendio fu attribuita ai soldati confederati, ma gli artefici furono le Famiglie Fondatrici, che credettero, così, di aver eliminato i vampiri che minacciavano la cittadina. Non sapevano, però, che Katherine era riuscita a scappare (il che abbassa il numero dei vampiri imprigionati a ventisei), essendosi accordata precedentemente con il licantropo George Lockwood, e che gli altri vampiri furono protetti da Emily, la quale li sigillò nella cripta sotto la stessa chiesa, su richiesta di Damon. Il vampiro non seppe subito da Emily se l'incantesimo fosse riuscito e se i vampiri fossero stati protetti, fino a poco prima della morte della strega. In quell'occasione, Damon promise ad Emily che avrebbe protetto la sua stirpe, in cambio la strega gli avrebbe concesso un modo per liberare i vampiri dalla cripta: la Bennett gli donò un talismano, che sarebbe stato utile per contattare il suo spirito al successivo passaggio della Cometa sulla città.
Superato il problema dei vampiri, la gran parte dei territori a loro appartenuti venne requisita dalle Famiglie Fondatrici.

### 2009-2017: Il ritorno dei vampiri e le nuove specie
A partire dal 2009, a Mystic Falls tornano a verificarsi problemi con vampiri, streghe e licantropi, con l'aggiunta, dal 2011, di una nuova specie: gli ibridi. Il Consiglio dei Fondatori continua ad occuparsi, in segreto, di questi problemi.
Intanto, Damon Salvatore cerca di aprire la cripta sotto Fell's Church. Inizialmente chiede aiuto a Emily, che dopo il passaggio della Cometa si presenta nel corpo della discendente Bonnie. Emily, però, non ha intenzione di aiutarlo e, nonostante il patto, distrugge il monile. Damon non si arrende e costringe Bonnie e la nonna Sheila ad aprire la cripta. Dopo 145 anni di ossessione, però, all'interno dei sotterranei non trova la sua amata Katherine. Le streghe, allora, dopo l'uscita di Damon, cercano di chiudere il sigillo, che impedisce alla specie dei vampiri di uscire. Qualcosa va storto e i vampiri prigionieri nella cripta riescono a liberarsi e progettano di attuare una vendetta contro i discendenti dei fondatori che li imprigionarono. Durante il loro attacco alla città, grazie ad un dispositivo creato da Johnathan Gilbert nel 1864, vengono catturati, rinchiusi e bruciati definitivamente. Per errore, viene ucciso anche il sindaco e capo del Consiglio, Richard Lockwood. Egli viene sostituito da sua moglie Carol come guida della città e da Damon come capo del Consiglio dei Fondatori. Questo nuovo ruolo provoca al vampiro molti problemi con John Gilbert e lo sceriffo Liz Forbes, che scoprono la sua vera identità. Alla fine, però, John si unisce a Damon per salvare la figlia Elena e muore, mentre lo sceriffo si allea col vampiro, rendendo il Consiglio un organo più efficiente nella soppressione dei predatori. Successivamente, si uniscono altri due membri: Alaric Saltzman, professore di storia e cacciatore di vampiri, e Meredith Fell, discendente di Honoria e Thomas Fell, appena rientrata in città dopo la laurea in medicina.
Il nuovo obiettivo di Damon è trovare un modo per uccidere l'ibrido Klaus, ma non tutto il Consiglio è d'accordo: Carol, infatti, pensa che si possa vivere in pace senza doverlo uccidere. Alaric, diventato un vampiro Originale che non tollera coloro che, pur essendo a conoscenza dell'esistenza delle creature soprannaturali, non le combattono, denuncia Liz e Carol al resto del Consiglio, rivelando che i figli delle due donne, Caroline e Tyler, sono una vampira e un ibrido. La signora Lockwood e lo sceriffo vengono così sollevate dall'incarico e cacciate, e il resto del Consiglio decide di uccidere i loro figli. La situazione viene gestita dal Pastore Young che rapisce alcuni dei vampiri di Mystic Falls, tra cui Caroline, Rebekah ed Elena. A salvare le tre ragazze ci pensano Klaus, Stefan e Damon che mandano a monte il piano di Young. Il pastore, in seguito, riunisce undici membri del Consiglio a casa sua e fa esplodere volontariamente l'abitazione. A quel punto, Carol e lo sceriffo Forbes riprendono il controllo della città. Quando Carol viene assassinata da Klaus, viene eletto sindaco Rudy Hopkins, padre di Bonnie, che combatte attivamente contro i vampiri, facendo immettere della verbena nel sistema idrico della città. Alla morte del sindaco Hopkins per mano di Silas, la carica viene ricoperta ad interim dallo sceriffo Forbes. Successivamente, con l'incantesimo dei Viaggiatori lanciato su Mystic Falls, la città diventa inaccessibile a tutte le creature soprannaturali, le quali, se superassero i confini cittadini, ritornerebbero alla natura precedente l'applicazione di un qualunque incantesimo di trasformazione. Gli ibridi e i vampiri, quindi, essendo stati uccisi prima della trasformazione, morirebbero; i licantropi, invece, annullerebbero la loro maledizione, tornando umani.
Con l'arrivo dei vampiri Eretici, per evitare che altri innocenti vengano uccisi la città viene consegnata nelle loro mani. I vampiri soggiogano tutti gli abitanti di Mystic Falls facendo credere loro che nel sottosuolo ci sia stata una fuga di gas che ha reso la città invivibile. Successivamente allo sgombero della città, questa diventa un polo di attrazione per giovani studenti affascinati dal mistero e dalle leggende metropolitane sull'esistenza di creature sovrannaturali tra le strade abbandonate. Per molti di loro, però, la visita turistica è fatale. Mesi dopo, Julian e decine di suoi compagni la trasformano nel proprio covo personale.

## Governo e comunità
Il sindaco della città svolge anche il ruolo di capo del Consiglio dei Fondatori, un'associazione formata dai discendenti delle Famiglie Fondatrici e alcuni impiegati comunali. Esternamente, sembra un'organizzazione civica dedita alle celebrazioni della storia locale; segretamente, il suo vero compito è proteggere la città dai vampiri, grazie all'aiuto dei diari e degli oggetti lasciati dai loro avi.
In città si trovano diversi locali nei quali gli abitanti possono trascorrere il loro tempo libero, e alcuni edifici di importanza storica, come le rovine di Fell's Church, risalenti al 1864, nei boschi che circondano Mystic Falls, oltre alla chiesa protestante e ai palazzi pubblici, la stazione di polizia, la biblioteca e il Mystic Falls Founder's Hall. L'ospedale locale è il Policlinico di Mystic Falls, dove lavorano la dottoressa Meredith Fell e il medico legale Brian Walters, prima di essere ucciso.

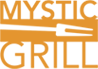
Logo del Mystic Grill.

Il Mystic Grill è il locale più frequentato dagli abitanti di Mystic Falls, soprattutto dagli studenti. Si affaccia sulla piazza cittadina ed è un bar-ristorante, dove vengono organizzate spesso serate a tema o tornei di biliardo. Alcuni studenti hanno lavorato come camerieri al Grill: Ben McKittrick, Jeremy Gilbert, Matt Donovan e Vicki Donovan.
In città è presente anche un bed and breakfast, gestito dalla signora Flowers.
Il liceo di Mystic Falls, la Mystic Falls High School, è frequentato dalla maggior parte degli studenti della città, soprattutto dai discendenti delle Famiglie Fondatrici, ed è stato costruito sui resti di un accampamento indiano. Vi si tengono molte attività, come mostre d'arte o balli scolastici: per esempio, i balli in stile anni cinquanta e sessanta, la notte delle carriere, il party di Halloween. Lo staff comprende il preside Webber, il professor Tanner (storia), sostituito da Alaric Saltzman dopo la sua morte, la signora Halpern (trigonometria) e la signora Clarke (segretaria). La scuola ha una squadra di football, i Timberwolves, e una di cheerleader, le Lupette.
Il cimitero cittadino è stato costruito nel 1792 e raccoglie le tombe dei Fondatori di Mystic Falls e degli altri abitanti. Sono lì sepolti, tra i tanti, Giuseppe Salvatore, Johnathan Gilbert, i coniugi Fell e i genitori adottivi di Elena, Grayson e Miranda Gilbert. Giuseppe Salvatore non è sepolto nella tomba di famiglia dove lo è, tra gli altri, Zachariah Salvatore, nipote di Stefan e Damon, in quanto quest'ultima venne costruita solo in seguito alla sua morte.
La cripta sotto Fell's Church è stata oggetto di incantesimi di sigillo nella prima stagione e nella seconda stagione della serie TV, per impedire a uno o più vampiri di uscirne dopo essere entrati.
In città è presente una prigione, aperta nel 1860.
Il giornale locale è il The Mystic Falls Daily (in passato Mystic Falls Courier), mentre il canale televisivo è WPKW9. Gli ZIP code della città cambiano nei vari episodi: 20185, 30306 o 14526.

## Paesaggio urbano

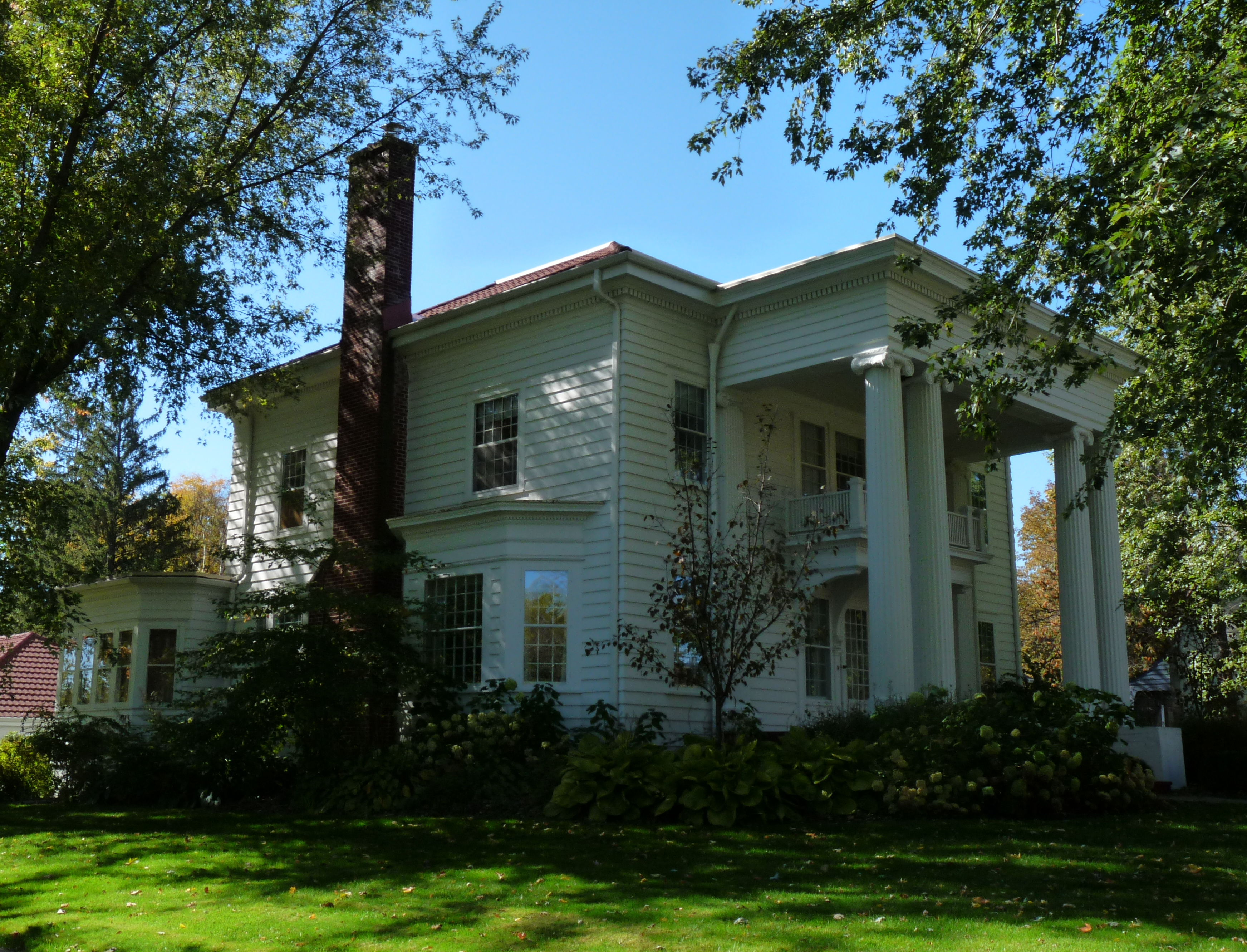
Esempio di edificio residenziale di Mystic Falls.

L'intera città sorge su una complessa rete di tunnel. Uno degli edifici più importanti della città è il Palazzo Lockwood, di proprietà dell'omonima famiglia fin dalla fondazione. I suoi parchi sono molto estesi, e presentano fontane, laghetti e gazebi. Nei boschi si trovano i resti della tenuta Lockwood, risalente a prima della guerra, arsa da un incendio, e fuori città la vecchia proprietà dei Fell. Gli edifici residenziali minori sono in semplice stile americano, mentre nel quartiere più privilegiato sono presenti alcune ville e villette. La maggior parte degli edifici antichi ha un caratteristico colonnato neoclassico sul portico.
Wickery Bridge (il ponte di Wickery) è uno dei simboli della città. È stato costruito nel 1860 dai Fondatori e durante gli anni è stato luogo di scontro (il primo fra tutti fu la battaglia di Wickery, combattuta sulle sponde del Wickery Creek e sul ponte stesso). A questo proposito, il sindaco Carol Lockwood ha organizzato, assieme alle Famiglie Fondatrici, una raccolta fondi per la ristrutturazione. È stato il luogo dell'incidente stradale avvenuto il 23 maggio 2009, le cui vittime furono Grayson e Miranda Gilbert e la loro figlia Elena. L'unica a salvarsi fu quest'ultima, che venne riportata in superficie da Stefan. Per la costruzione del ponte, i Salvatore, proprietari delle falegnamerie di Mystic Falls, scelsero il legno della quercia bianca, l'unica arma per uccidere gli Originali. Quel legno però viene bruciato da Rebekah.

## Corrispondenze con la realtà
Mystic Falls è una cittadina fittizia, tuttavia esistono, nel parco nazionale di Yellowstone, le omonime cascate. Nella zona dove sorge sono in realtà situate le città di Boiling Springs e Warren, facenti parte della Contea di Albemarle. Lo ZIP code 20185 corrisponde invece a quello della città di Upperville, in Virginia, nella contea di Fauquier, lo ZIP code 30306 corrisponde a varie città nella Contea di Fulton, in Georgia, mentre lo ZIP code 14526 alla città di Penfield, nella contea di Monroe, New York. I luoghi mostrati nella serie televisiva, però, esistono veramente e si trovano a Covington, in Georgia: l'esterno del Mystic Grill è in realtà uno studio legale in 1115 Clark St. (gli interni sono registrati in un sound stage); gli esterni della casa di Elena sono quelli del civico 2104 Floyd St.. Gli interni della biblioteca pubblica sono stati girati nella Hoke O'Kelley Library dell'università Emory di Oxford. Il pilot è stato invece girato a Vancouver. La Mystic Falls High School è la Walton Career Academy di Monroe, mentre il campo da football è il West Walton Park's Legion Field di Logan. La palestra è la Conyers Street Gym di Covington.